# Kirsten Flipkens
Kirsten Flipkens (ur. 10 stycznia 1986 w Geel) – belgijska tenisistka, finalistka US Open 2022 w grze mieszanej.

## Kariera tenisowa
Status profesjonalny otrzymała w 2003 roku. Jest zawodniczką praworęczną z oburęcznym backhandem. Ma 165 cm wzrostu. W ramach rozgrywek ITF wygrała 13 turniejów singlowych i 2 deblowe.
Jako juniorka osiągnęła ćwierćfinał US Open 2002, przegrywając po trzysetowej walce z Barborą Strýcovą. Zwyciężyła w Wimbledonie 2003, pokonując w finale Annę Czakwetadze. W tym samym sezonie wygrała również US Open, w finale z Michaëllą Krajicek. W grze podwójnej zdobyła tytuł US Open 2002 (z Elke Clijsters).
Ostatnie zwycięstwo odniosła w 2006 roku w Las Palmas. Reprezentuje Belgię w Pucharze Billie Jean King. Triumfatorka juniorskiego US Open 2003, w maju 2006 debiutowała w seniorskiej imprezie wielkoszlemowej (French Open). W turnieju tym wystąpiła po przejściu eliminacji w niezwykłych okolicznościach – przegrała w ostatniej rundzie eliminacji z Francuzką Virginie Pichet, by znaleźć się w drabince turniejowej jako tzw. lucky loser (po rezygnacji innej zawodniczki) i w I rundzie turnieju głównego zmierzyć się ponownie z Pichet. Zrewanżowała się swojej zwyciężczyni z eliminacji, ale w II rundzie zdecydowanie przegrała z rozstawioną Włoszką Pennettą.
We wrześniu 2012 roku wygrała w pierwszym turnieju WTA w singlu. Miało to miejsce w Québecu, gdzie w pojedynku o tytuł pokonała Lucie Hradecką 6:1, 7:5.
W 2022 roku podczas US Open osiągnęła finał miksta. Razem z Édouardem Rogerem-Vasselinem przegrali w meczu mistrzowskim 6:4, 4:6, 7–10 ze Storm Sanders i Johnem Peersem.
Gra w tenisa od czwartego roku życia. Rodzice mają imiona Marino i Carly. Tenisistka mówi po angielsku, niemiecku, francusku i holendersku. Jej trenerem jest Johan Van Herck.

## Historia występów wielkoszlemowych
Legenda
     W, wygrany turniej
     F, przegrana w finale
     SF, przegrana w półfinale
     QF, przegrana w ćwierćfinale
     xR, przegrana w x rundzie
     Qx, przegrana w x rundzie kwalifikacji
     A, brak startu
     NH, turniej nie odbył się

### Występy w grze pojedynczej
| Australian Open        | A    | A   | A   | A   | A   | A   | 1R  | A   | 2R | 1R | 1R  | Q3 | 4R | 2R | 1R | 2R | 1R | 2R | 1R | 1R | 1R  | 1R  | 0 / 14 | 7 – 14  |  |  |
| French Open            | A    | A   | A   | A   | Q1  | 2R  | A   | Q2  | 2R | 2R | 1R  | A  | 2R | 2R | 1R | 1R | 2R | 2R | 1R | 1R | A   | A   | 0 / 12 | 7 – 12  |  |  |
| Wimbledon              | A    | A   | A   | Q2  | Q3  | 1R  | A   | Q2  | 3R | 2R | 1R  | A  | SF | 3R | 2R | 2R | 2R | 2R | 2R | NH | A   | 2R  | 0 / 12 | 16 – 12 |  |  |
| US Open                | A    | A   | A   | A   | Q1  | 2R  | A   | Q2  | 3R | 1R | Q2  | 2R | 1R | 1R | 1R | 1R | 2R | 2R | 2R | 2R | A   | A   | 0 / 12 | 8 – 12  |  |  |
|                        |      |     |     |     |     |     |     |     |    |    |     |    |    |    |    |    |    |    |    |    |     |     |        |         |  |  |
| Ranking na koniec roku | 1126 | 560 | 363 | 169 | 201 | 105 | 363 | 104 | 81 | 77 | 194 | 54 | 20 | 46 | 93 | 63 | 76 | 48 | 95 | 85 | 305 | 241 | 0 / 50 | 38 – 50 |  |  |

### Występy w grze podwójnej
| Australian Open        | A | A   | A   | A | A   | A   | A | A   | A   | 1R  | 1R  | A  | 1R  | 1R  | 2R  | 3R | 2R | 1R | 3R | 2R | 2R  | QF | 1R  | 0 / 13 | 11 – 13 |  |  |
| French Open            | A | A   | A   | A | A   | A   | A | A   | A   | 1R  | A   | A  | A   | 2R  | A   | 2R | QF | 2R | SF | 2R | A   | 2R | 2R  | 0 / 9  | 13 – 9  |  |  |
| Wimbledon              | A | A   | A   | A | A   | A   | A | A   | A   | 1R  | A   | A  | 2R  | 1R  | A   | 1R | 3R | 3R | 2R | NH | A   | 3R | 3R  | 0 / 9  | 10 – 9  |  |  |
| US Open                | A | A   | A   | A | A   | A   | A | A   | A   | 1R  | A   | 1R | 2R  | 1R  | 2R  | 1R | 1R | 1R | 1R | 1R | A   | QF | A   | 0 / 11 | 4 – 11  |  |  |
|                        |   |     |     |   |     |     |   |     |     |     |     |    |     |     |     |    |    |    |    |    |     |    |     |        |         |  |  |
| Ranking na koniec roku | – | 780 | 310 | – | 958 | 391 | – | 706 | 333 | 303 | 340 | –  | 136 | 254 | 168 | 87 | 44 | 34 | 23 | 30 | 181 | 30 | 115 | 0 / 42 | 38 – 42 |  |  |

### Występy w grze mieszanej
| Australian Open | A | A | A | A | A | A  | A | A | A | A | A | A | A  | A | A | A | A  | A  | A  | 1R | A | 1R | 1R | 0 / 3  | 0 – 3  |  |  |
| French Open     | A | A | A | A | A | A  | A | A | A | A | A | A | 1R | A | A | A | A  | A  | A  | NH | A | A  | A  | 0 / 1  | 0 – 1  |  |  |
| Wimbledon       | A | A | A | A | A | 2R | A | A | A | A | A | A | A  | A | A | A | 2R | 3R | A  | NH | A | A  | 1R | 0 / 4  | 4 – 4  |  |  |
| US Open         | A | A | A | A | A | A  | A | A | A | A | A | A | A  | A | A | A | A  | A  | 2R | NH | A | F  | A  | 0 / 2  | 5 – 2  |  |  |
|                 |   |   |   |   |   |    |   |   |   |   |   |   |    |   |   |   |    |    |    |    |   |    |    |        |        |  |  |
|                 |   |   |   |   |   |    |   |   |   |   |   |   |    |   |   |   |    |    |    |    |   |    |    | 0 / 10 | 9 – 10 |  |  |

## Finały turniejów WTA
| Legenda                     | Legenda |
| --------------------------- | ------- |
| Wielki Szlem                |         |
| Igrzyska olimpijskie        |         |
| WTA Tour Championships      |         |
| 2009 – 2020                 |         |
| WTA Premier Mandatory       |         |
| WTA Premier 5               |         |
| WTA Premier                 |         |
| WTA International Series    |         |
| WTA 125K series (2012–2020) |         |
| od 2021                     |         |
| WTA 1000 (obowiązkowe)      |         |
| WTA 1000 (nieobowiązkowe)   |         |
| WTA 500                     |         |
| WTA 250                     |         |
| WTA 125                     |         |

### Gra pojedyncza 4 (1–3)
| Końcowy wynik | Nr | Data             | Turniej          | Nawierzchnia    | Przeciwniczka     | Wynik finału     |
| ------------- | -- | ---------------- | ---------------- | --------------- | ----------------- | ---------------- |
| Zwyciężczyni  | 1. | 16 września 2012 | Québec           | Dywanowa (hala) | Lucie Hradecká    | 6:1, 7:5         |
| Finalistka    | 1. | 22 czerwca 2013  | 's-Hertogenbosch | Trawiasta       | Simona Halep      | 4:6, 2:6         |
| Finalistka    | 2. | 6 marca 2016     | Monterrey        | Twarda          | Heather Watson    | 6:3, 2:6, 3:6    |
| Finalistka    | 3. | 17 czerwca 2018  | Rosmalen         | Trawiasta       | Aleksandra Krunić | 7:6(0), 5:7, 1:6 |

### Gra podwójna 15 (7–8)
| Końcowy wynik | Nr | Data                 | Turniej          | Nawierzchnia  | Partnerka             | Przeciwniczki                                   | Wynik finału      |
| ------------- | -- | -------------------- | ---------------- | ------------- | --------------------- | ----------------------------------------------- | ----------------- |
| Zwyciężczyni  | 1. | 25 września 2016     | Seul             | Twarda        | Johanna Larsson       | Akiko Ōmae Peangtarn Plipuech                   | 6:2, 6:3          |
| Finalistka    | 1. | 27 maja 2017         | Norymberga       | Ceglana       | Johanna Larsson       | Nicole Melichar Anna Smith                      | 6:3, 3:6, 9–11    |
| Zwyciężczyni  | 2. | 17 czerwca 2017      | ’s-Hertogenbosch | Trawiasta     | Dominika Cibulková    | Kiki Bertens Demi Schuurs                       | 4:6, 6:4, 10–6    |
| Finalistka    | 2. | 21 października 2017 | Luksemburg       | Twarda (hala) | Eugenie Bouchard      | Lesley Kerkhove Lidzija Marozawa                | 7:6(4), 4:6, 6–10 |
| Finalistka    | 3. | 25 lutego 2018       | Budapeszt        | Twarda (hala) | Johanna Larsson       | Georgina García Pérez Fanny Stollár             | 6:4, 4:6, 3–10    |
| Zwyciężczyni  | 3. | 15 kwietnia 2018     | Lugano           | Ceglana       | Elise Mertens         | Wiera Łapko Aryna Sabalenka                     | 6:1, 6:3          |
| Finalistka    | 4. | 26 maja 2018         | Norymberga       | Ceglana       | Johanna Larsson       | Demi Schuurs Katarina Srebotnik                 | 6:3, 3:6, 7–10    |
| Finalistka    | 5. | 16 czerwca 2018      | Rosmalen         | Trawiasta     | Kiki Bertens          | Elise Mertens Demi Schuurs                      | 3:3 krecz         |
| Zwyciężczyni  | 4. | 14 października 2018 | Linz             | Twarda (hala) | Johanna Larsson       | Raquel Atawo Anna-Lena Grönefeld                | 4:6, 6:4, 10–5    |
| Finalistka    | 6. | 12 stycznia 2019     | Hobart           | Twarda        | Johanna Larsson       | Chan Hao-ching Latisha Chan                     | 3:6, 6:3, 6–10    |
| Zwyciężczyni  | 5. | 24 czerwca 2019      | Santa Ponça      | Trawiasta     | Johanna Larsson       | María José Martínez Sánchez Sara Sorribes Tormo | 6:2, 6:4          |
| Finalistka    | 7. | 29 czerwca 2019      | Eastbourne       | Trawiasta     | Bethanie Mattek-Sands | Chan Hao-ching Latisha Chan                     | 6:2, 3:6, 6–10    |
| Finalistka    | 8. | 20 października 2019 | Moskwa           | Twarda (hala) | Bethanie Mattek-Sands | Shūko Aoyama Ena Shibahara                      | 2:6, 1:6          |
| Zwyciężczyni  | 6. | 16 października 2022 | Kluż-Napoka      | Twarda (hala) | Laura Siegemund       | Kamilla Rachimowa Jana Sizikowa                 | 6:3, 7:5          |
| Zwyciężczyni  | 7. | 14 stycznia 2023     | Hobart           | Twarda        | Laura Siegemund       | Viktorija Golubic Panna Udvardy                 | 6:4, 7:5          |

### Gra mieszana 1 (0–1)
| Końcowy wynik | Nr | Data             | Turniej | Nawierzchnia | Partner                | Przeciwnicy              | Wynik finału   |
| ------------- | -- | ---------------- | ------- | ------------ | ---------------------- | ------------------------ | -------------- |
| Finalistka    | 1. | 10 września 2022 | US Open | Twarda       | Édouard Roger-Vasselin | Storm Sanders John Peers | 6:4, 4:6, 7–10 |

## Finały turniejów WTA 125K series

### Gra pojedyncza 1 (1–0)
| Końcowy wynik | Nr | Data              | Turniej | Nawierzchnia | Przeciwniczka   | Wynik finału |
| ------------- | -- | ----------------- | ------- | ------------ | --------------- | ------------ |
| Zwyciężczyni  | 1. | 17 listopada 2019 | Houston | Twarda       | Coco Vandeweghe | 7:6(4), 6:4  |

## Finały juniorskich turniejów wielkoszlemowych

### Gra pojedyncza (2)
| Końcowy wynik | Rok  | Turniej   | Nawierzchnia | Przeciwniczka      | Wynik finału  |
| Zwyciężczyni  | 2003 | Wimbledon | Trawiasta    | Anna Czakwetadze   | 6:4, 3:6, 6:3 |
| Zwyciężczyni  | 2003 | US Open   | Twarda       | Michaëlla Krajicek | 6:3, 7:5      |

### Gra podwójna (1)
| Końcowy wynik | Rok  | Turniej | Nawierzchnia | Partnerka      | Przeciwniczki                  | Wynik finału |
| Zwyciężczyni  | 2002 | US Open | Twarda       | Elke Clijsters | Shadisha Robinson Tory Zawacki | 6:1, 6:3     |